# Cerrado-Feldmäuse
Die Cerrado-Feldmäuse (Thalpomys) sind eine in Südamerika lebende Nagetiergattung aus der Gruppe der Neuweltmäuse. Sie umfassen zwei Arten.
Cerrado-Feldmäuse erreichen eine Kopfrumpflänge von 8 bis 11 Zentimeter, der Schwanz ist mit 4 bis 7 Zentimetern relativ kurz. Das Gewicht beträgt 13 bis 40 Gramm. Ihr Fell ist an der Oberseite gelbbraun gefärbt, gemischt mit schwarzen Deckhaaren, die Unterseite ist hellbraun.
Diese Nagetiere kommen nur im östlichen Brasilien vor, wo sie die Savannenlandschaft Cerrado in Höhen von 400 bis 1300 Metern vorwiegend in den Bundesstaaten Minas Gerais und Goiás bewohnen. Die Tiere leben am Boden. Die Fortpflanzung fällt in die Regenzeit November bis Februar, und die Wurfgröße beträgt zwei bis drei Jungtiere.
Es werden zwei Arten unterschieden, die eigentliche Cerrado-Feldmaus (Thalpomys cerradensis)  und die Haarohr-Cerrado-Feldmaus (Thalpomys lasiotis). Beide Arten sind laut IUCN nicht bedroht,.